# Leichtathletik-Weltmeisterschaften 2022/200 m der Frauen

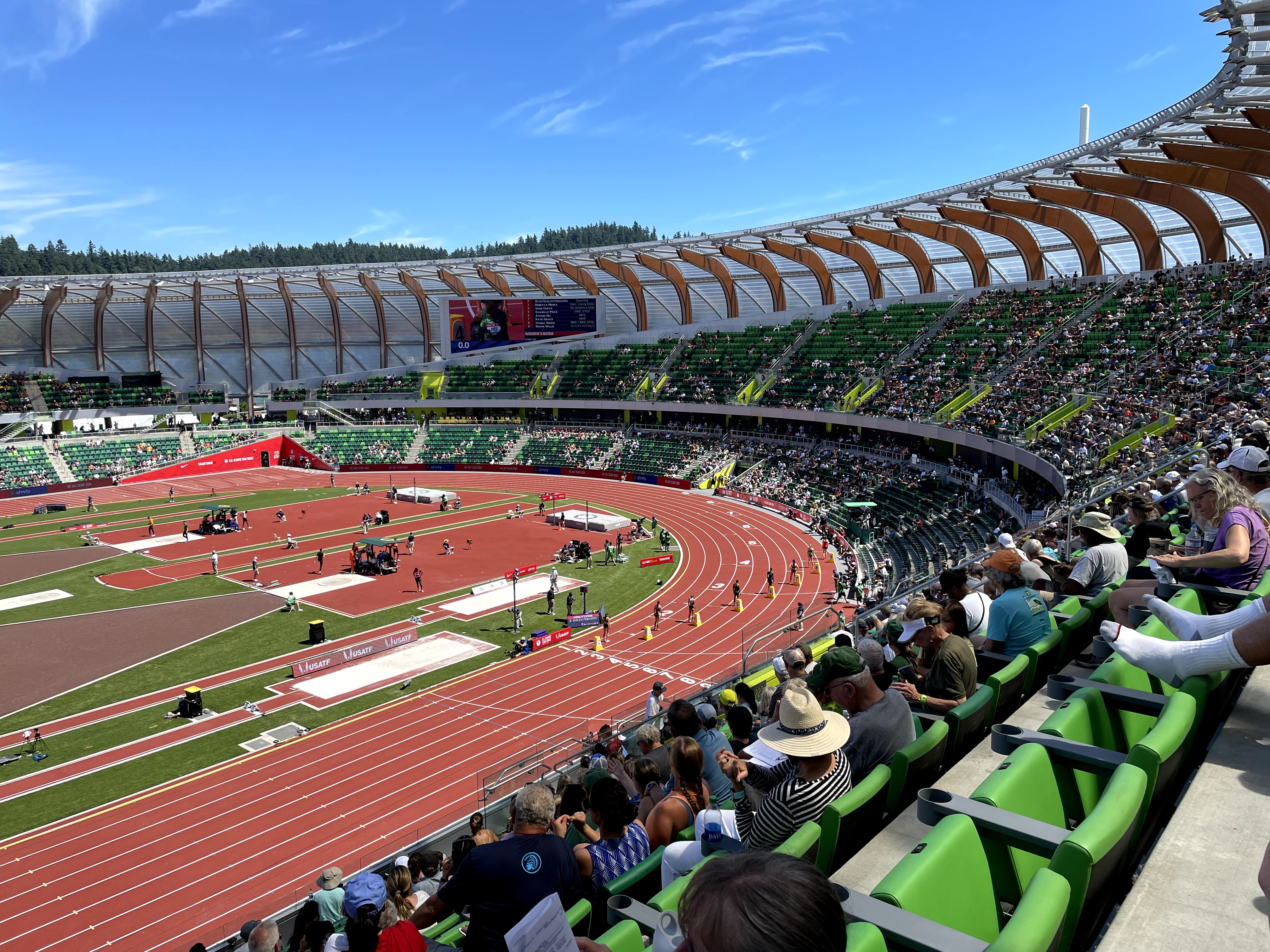
Das Stadion New Hayward Field im Jahr 2021

Der 200-Meter-Lauf der Frauen bei den Leichtathletik-Weltmeisterschaften 2022 wurde vom 18. bis 21. Juli 2022 im Hayward Field der Stadt Eugene in den Vereinigten Staaten ausgetragen.
Die Sprinterinnen aus Jamaika errangen einen Doppelsieg. Die beiden Jamaikanerinnen waren bereits zuvor bei Olympischen Spielen, Weltmeisterschaften und anderen großen Events höchst erfolgreich aufgetreten. Weltmeisterin wurde Shericka Jackson vor Shelly-Ann Fraser-Pryce. Bronze ging an die Britin Dina Asher-Smith.

## Rekorde

### Bestehende Rekorde
| Weltrekord | Florence Griffith-Joyner | 21,34 s | OS Seoul, Südkorea             | 29. September 1988 |
| WM-Rekord  | Dafne Schippers          | 21,63 s | WM Peking, Volksrepublik China | 28. August 2015    |

### Rekordverbesserungen
Der bestehende WM-Rekord wurde verbessert. Darüber hinaus gab es einen Kontinentalrekord und vier Landesrekorde.
- Weltmeisterschaftsrekord:
  - 21,45 s – Shericka Jackson (Jamaika), Finale am 21. Juli bei einem Rückenwind von 0,6 m/s
- Kontinentalrekord:
  - 22,47 s (Südamerikarekord) – Vitória Cristina Rosa (Brasilien), zweites Halbfinale am 19. Juli bei einem Rückenwind von 1,4 m/s
- Landesrekorde:
  - 21,98 s – Aminatou Seyni (Niger), dritter Vorlauf am 18. Juli bei einem Rückenwind von 1,1 m/s
  - 26,33 s – Hanna Barakat (Palästina), sechster Vorlauf am 18. Juli bei einem Rückenwind von 1,9 m/s
  - 22,05 s – Mujinga Kambundji (Schweiz), erstes Halbfinale am 19. Juli bei einem Rückenwind von 2,0 m/s
  - 22,74 s – Anahí Suárez (Ecuador), drittes Halbfinale am 19. Juli bei einem Gegenwind von 0,1 m/s

## Vorrunde
18. Juli 2022
Die Vorrunde in echs Läufen durchgeführt. Die ersten drei Wettbewerberinnen pro Lauf – hellblau unterlegt – sowie die darüber hinaus sechs zeitschnellsten Teilnehmerinnen – hellgrün unterlegt – qualifizierten sich für das Halbfinale.

### Vorlauf 1

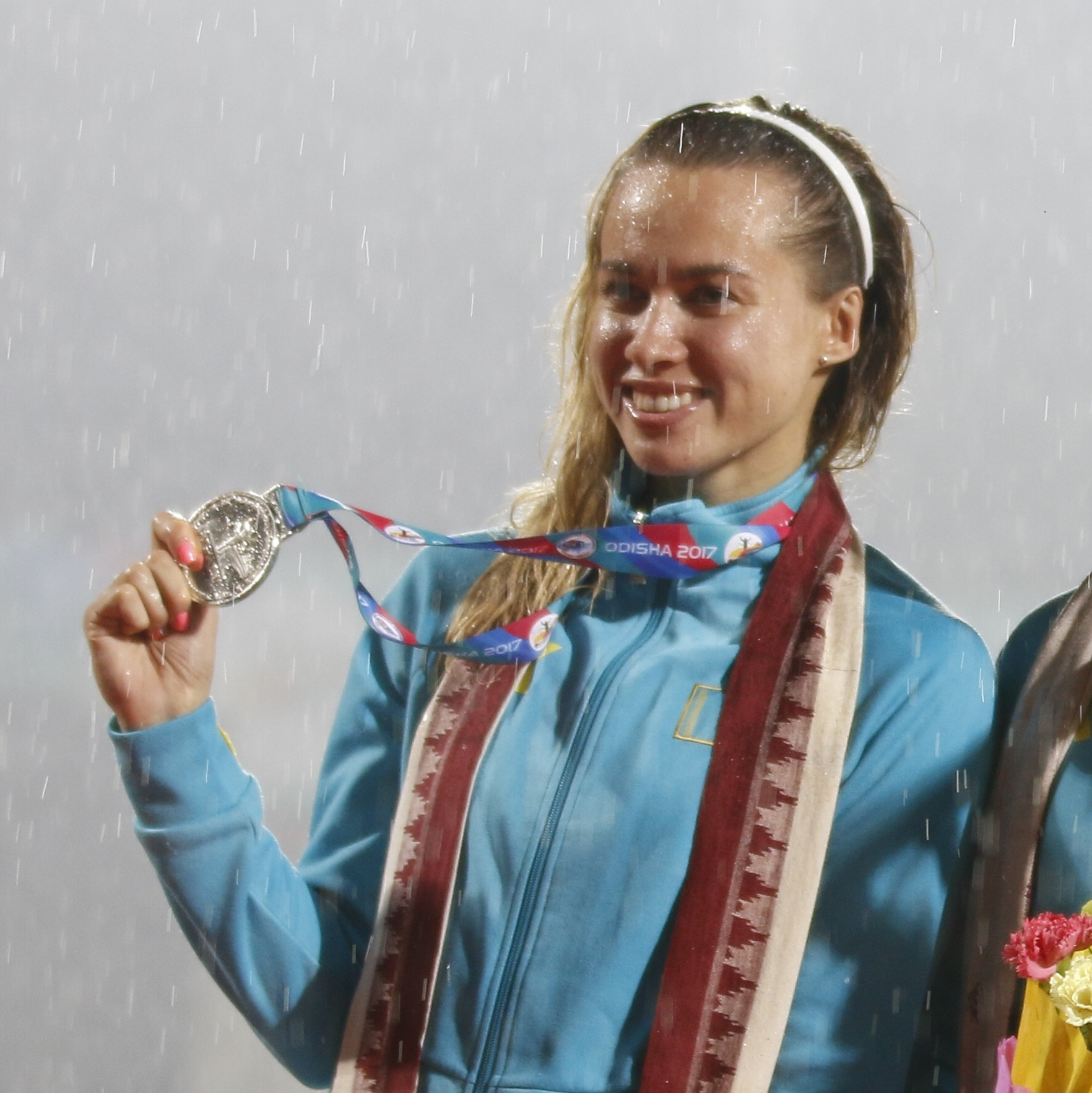
Olga Safronowa – ausgeschieden als Siebte des ersten Vorlaufs

18. Juli 2022, 18:00 Uhr Ortszeit (19. Juli 2022, 3:00 Uhr MESZ)

Wind: +2,5 m/s
| Platz | Name                    | Nation      | Zeit (s) |
| ----- | ----------------------- | ----------- | -------- |
| 1     | Shericka Jackson        | Jamaika     | 22,33    |
| 2     | Anahí Suárez            | Ecuador     | 22,56    |
| 3     | Dalia Kaddari           | Italien     | 22,75    |
| 4     | Jessica-Bianca Wessolly | Deutschland | 22,87    |
| 5     | Rosemary Chukwuma       | Nigeria     | 22,93    |
| 6     | Edidiong Odiong         | Bahrain     | 22,98    |
| 7     | Olga Safronowa          | Kasachstan  | 23,50    |

### Vorlauf 2

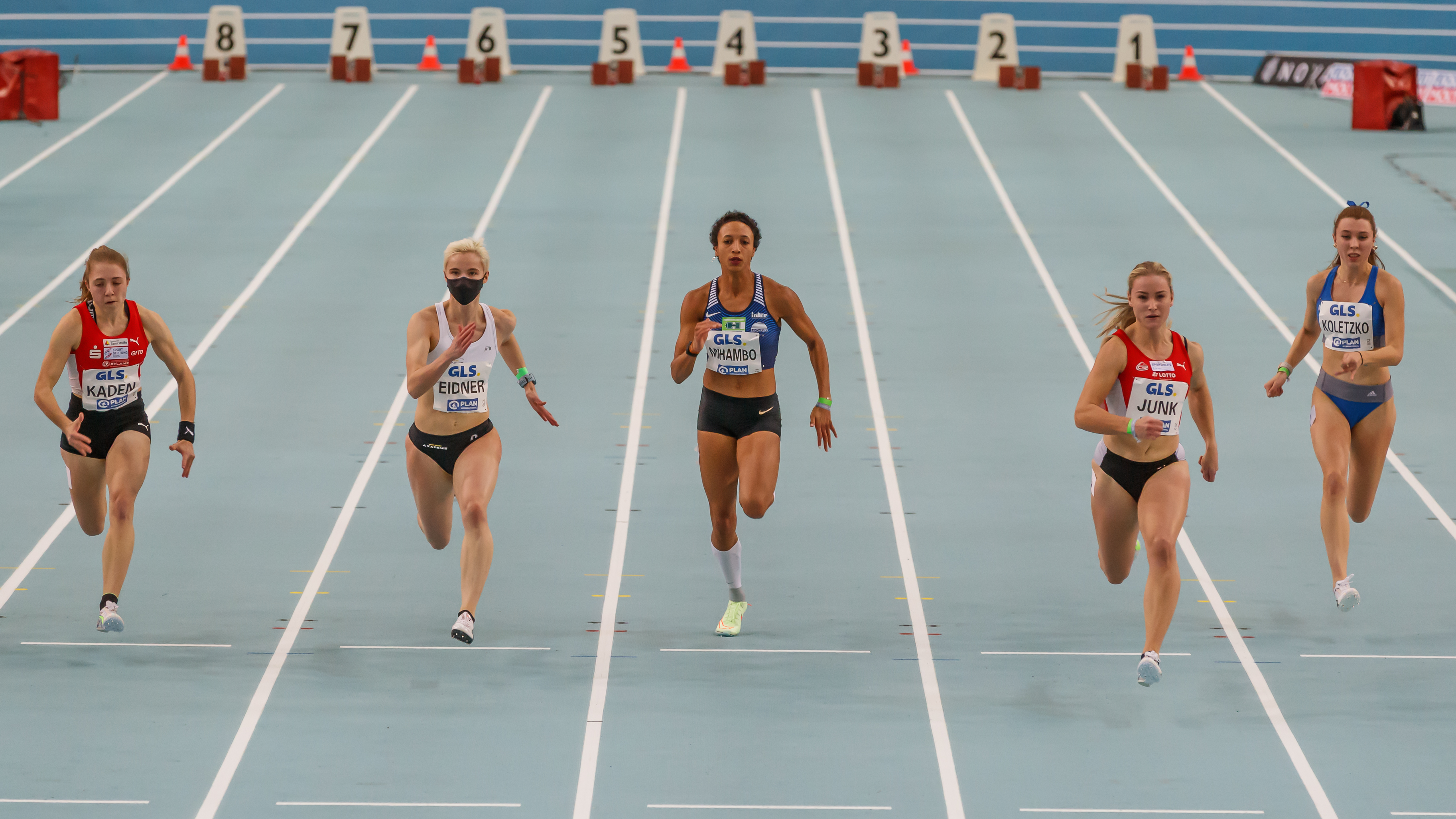
Sophia Junk (Zweite von rechts) – ausgeschieden als Fünfte des zweiten Vorlaufs
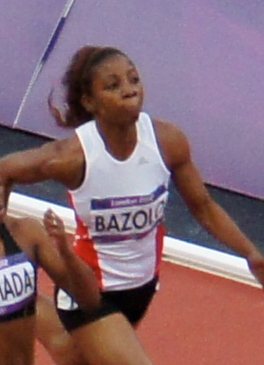
Lorène Bazolo – ausgeschieden als Sechste des zweiten Vorlaufs
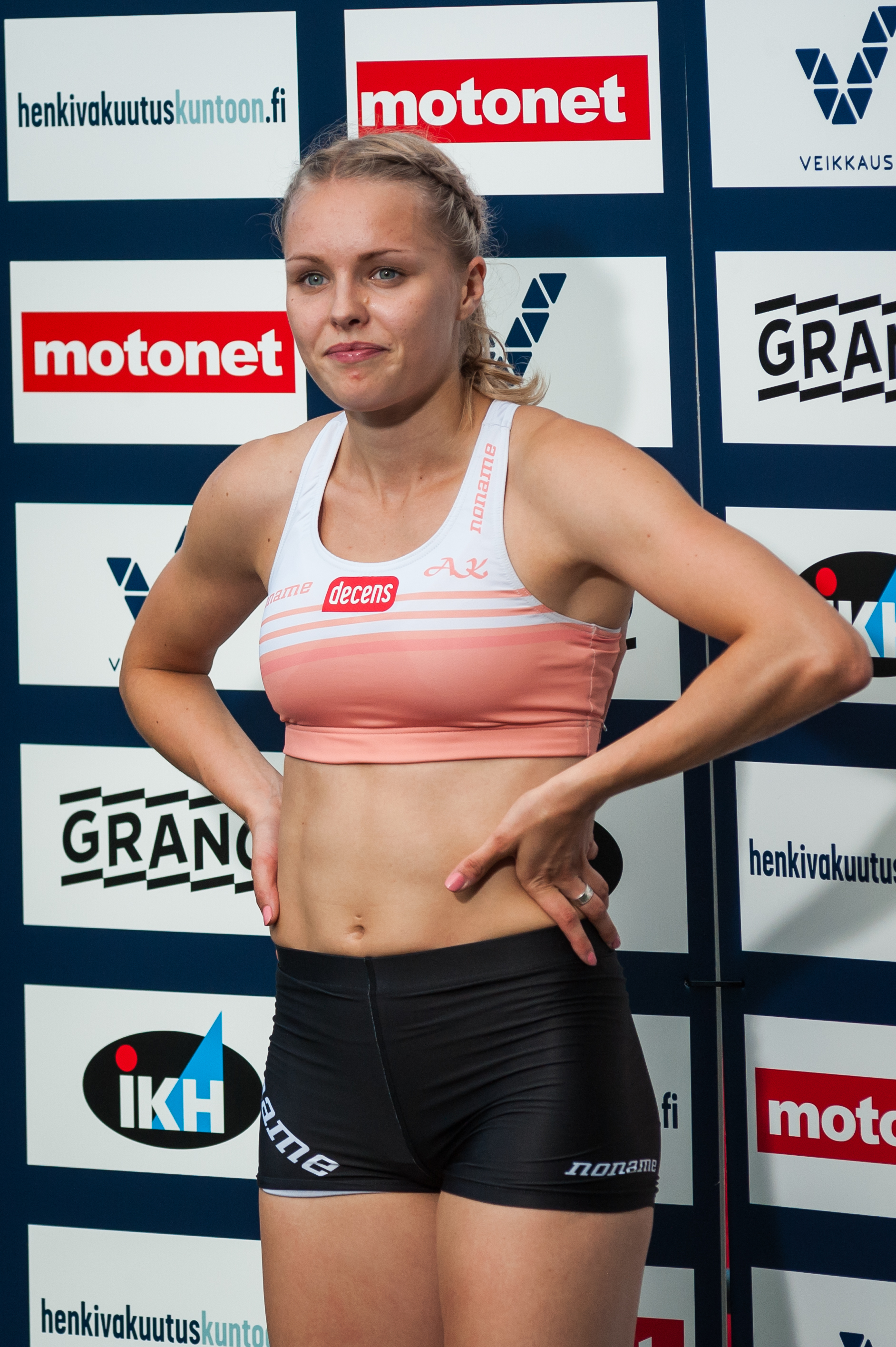
Anniina Kortetmaa – ausgeschieden als Siebte des zweiten Vorlaufs

18. Juli 2022, 18:08 Uhr Ortszeit (19. Juli 2022, 3:08 Uhr MESZ)

Wind: −0,2 m/s
| Platz | Name                  | Nation              | Zeit (s) |
| ----- | --------------------- | ------------------- | -------- |
| 1     | Beatrice Masilingi    | Namibia             | 22,27    |
| 2     | Elaine Thompson-Herah | Jamaika             | 22,41    |
| 3     | Ida Karstoft          | Dänemark            | 22,85    |
| 4     | Joella Lloyd          | Antigua und Barbuda | 22,99    |
| 5     | Sophia Junk           | Deutschland         | 23,27    |
| 6     | Lorène Bazolo         | Portugal            | 23,41    |
| 7     | Anniina Kortetmaa     | Finnland            | 23,51    |
| 8     | Lorraine Martins      | Brasilien           | 23,60    |

### Vorlauf 3
18. Juli 2022, 18:15 Uhr Ortszeit (19. Juli 2022, 3:15 Uhr MESZ)

Wind: +1,1 m/s
| Platz | Name                    | Nation         | Zeit (s) |
| ----- | ----------------------- | -------------- | -------- |
| 1     | Aminatou Seyni          | Niger          | 21,98 NR |
| 2     | Shelly-Ann Fraser-Pryce | Jamaika        | 22,26    |
| 3     | Vitória Cristina Rosa   | Brasilien      | 22,84    |
| 4     | Beth Dobbin             | Großbritannien | 23,04    |
| 5     | Imke Vervaet            | Belgien        | 23,28    |
| 6     | Shanti Pereira          | Singapur       | 23,53    |
| 7     | Elisabeth Slettum       | Norwegen       | 23,55    |
| DNS   | Marie-Josée Ta Lou      | Elfenbeinküste |          |

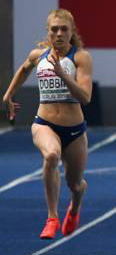
Beth Dobbin – ausgeschieden als Vierte des dritten Vorlaufs

Weitere im dritten Vorlauf ausgeschiedene Sprinterinnen:

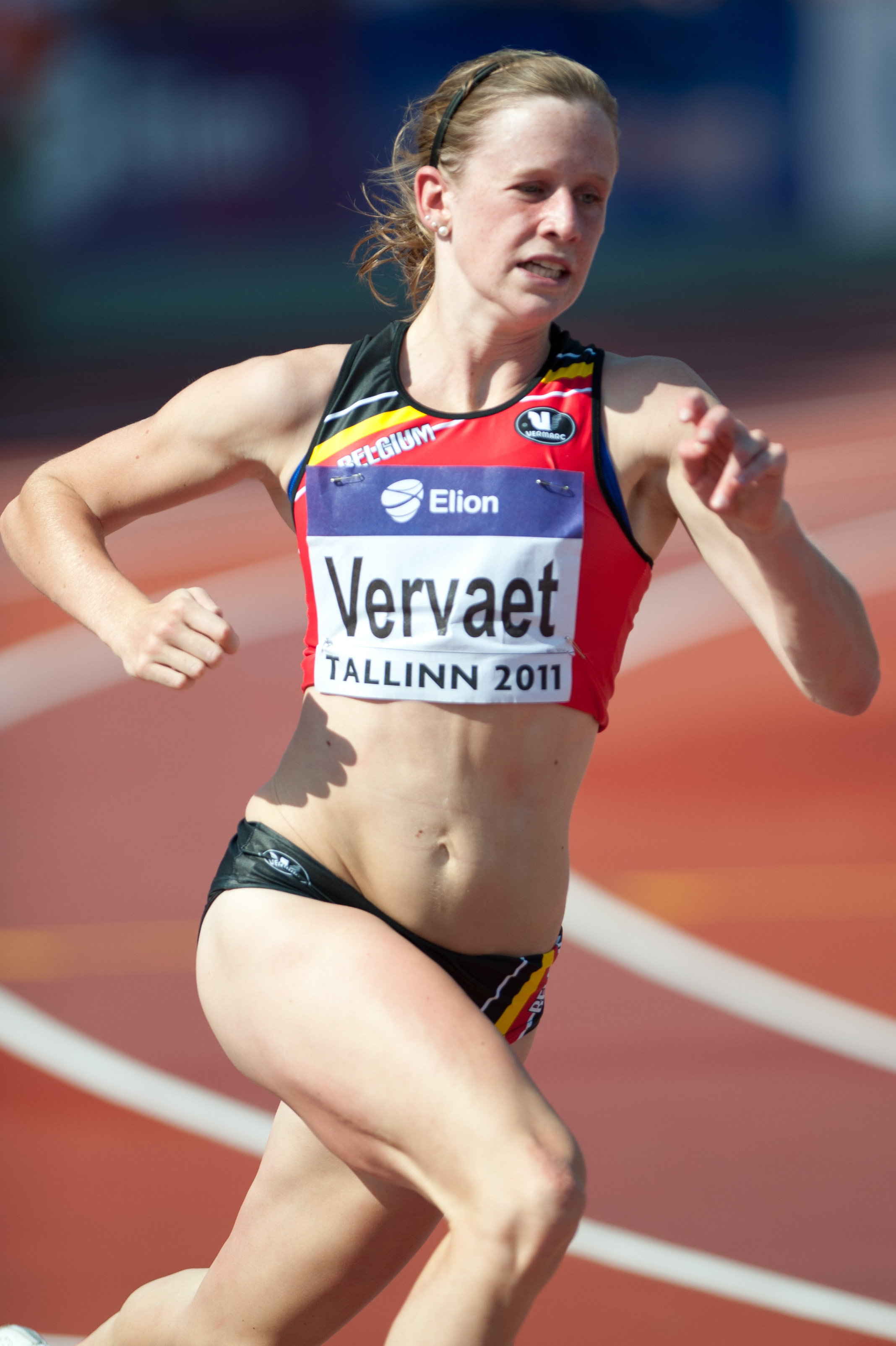
Imke Vervaet – Rang fünf
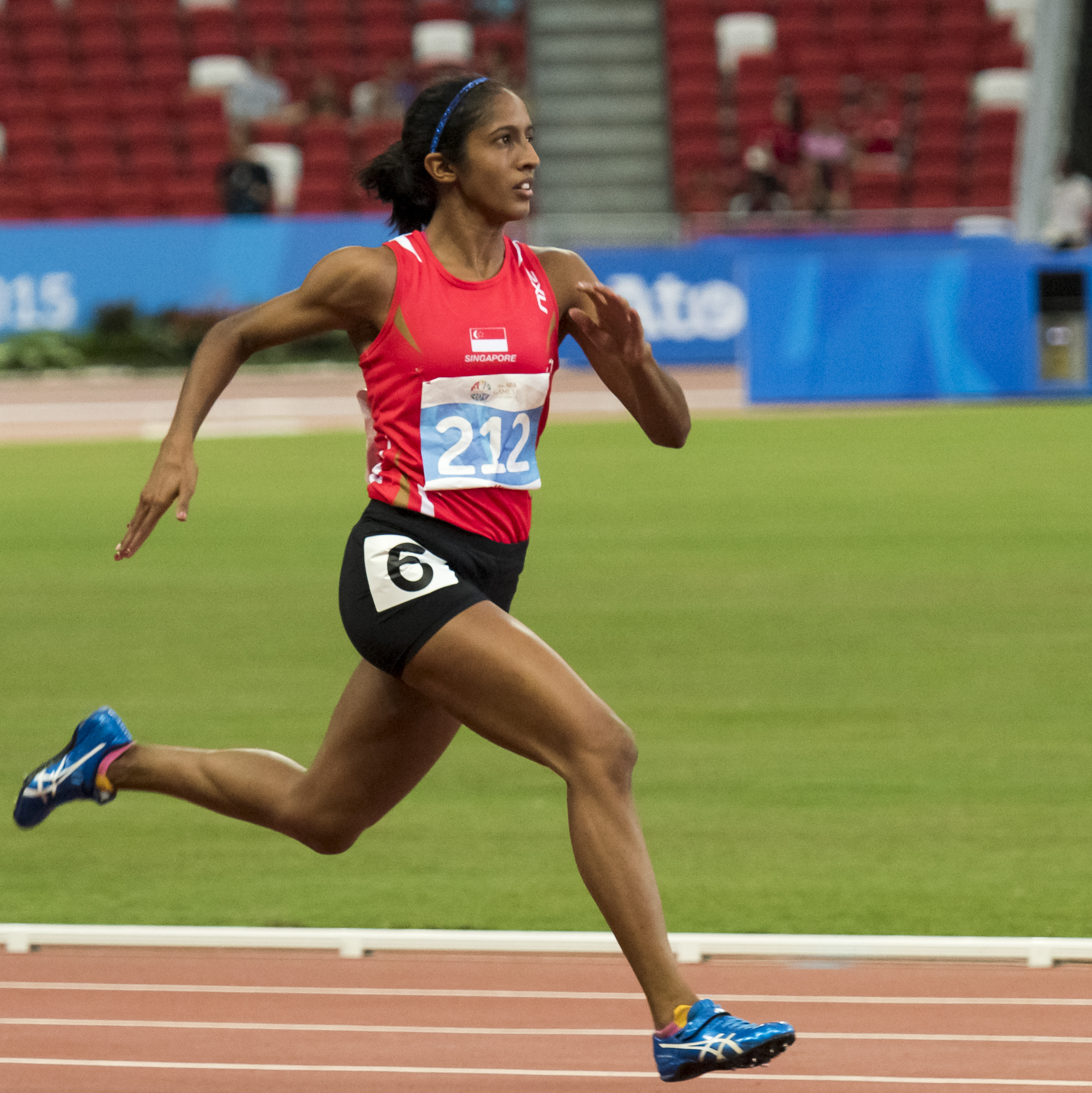
Shanti Pereira – Rang sechs
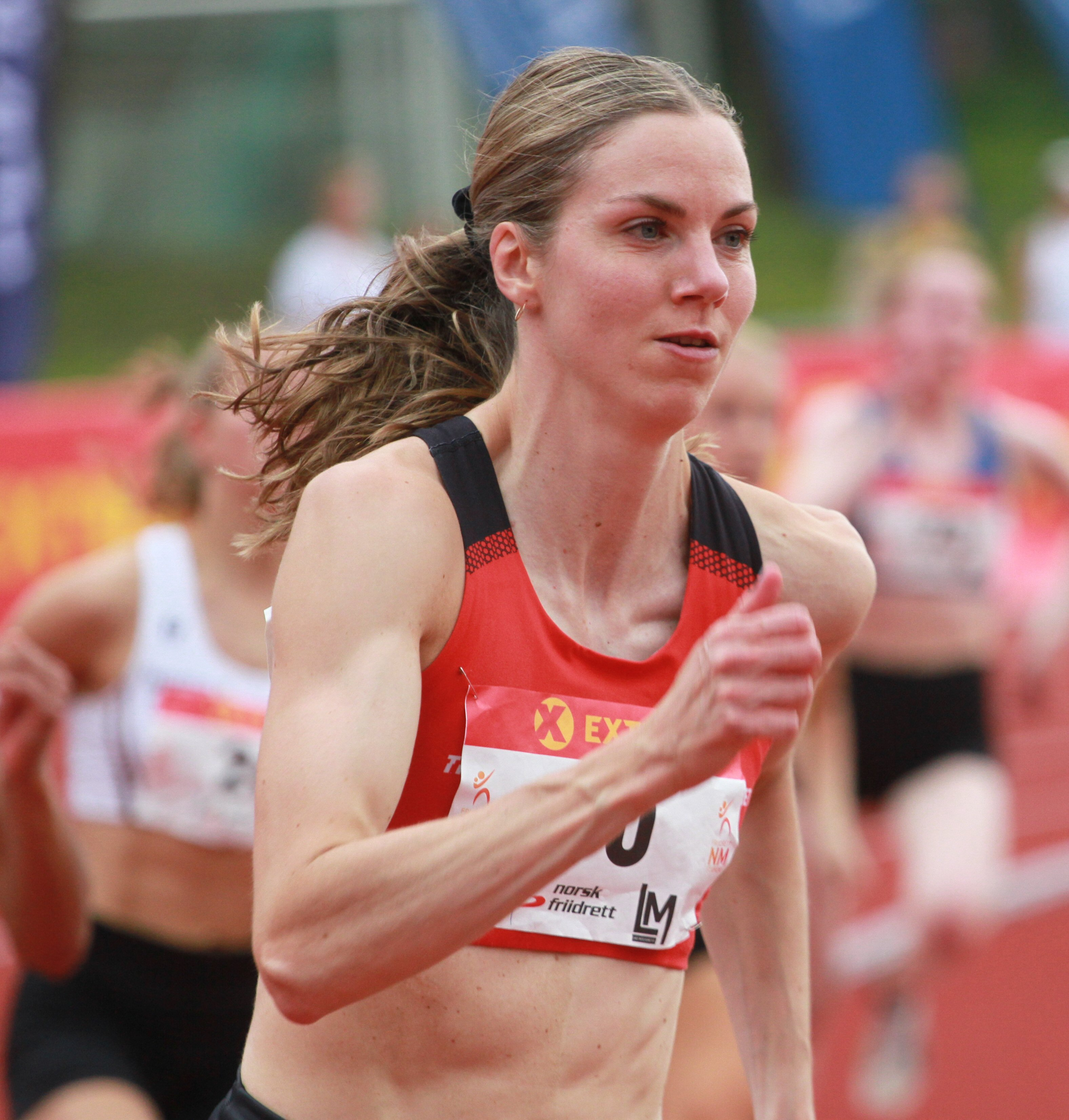
Elisabeth Slettum – Rang sieben

### Vorlauf 4
18. Juli 2022, 18:23 Uhr Ortszeit (19. Juli 2022, 3:23 Uhr MESZ)

Wind: +0,4 m/s
| Platz | Name             | Nation         | Zeit (s) |
| ----- | ---------------- | -------------- | -------- |
| 1     | Tamara Clark     | USA            | 22,27    |
| 2     | Dina Asher-Smith | Großbritannien | 22,56    |
| 3     | Tynia Gaither    | Bahamas        | 22,61    |
| 4     | Gina Bass        | Gambia         | 22,78    |
| 5     | Jessika Gbai     | Elfenbeinküste | 22,89    |
| 6     | Ana Azevedo      | Brasilien      | 23,45    |
| 7     | Shirley Nekhubui | Südafrika      | 23,46    |

### Vorlauf 5

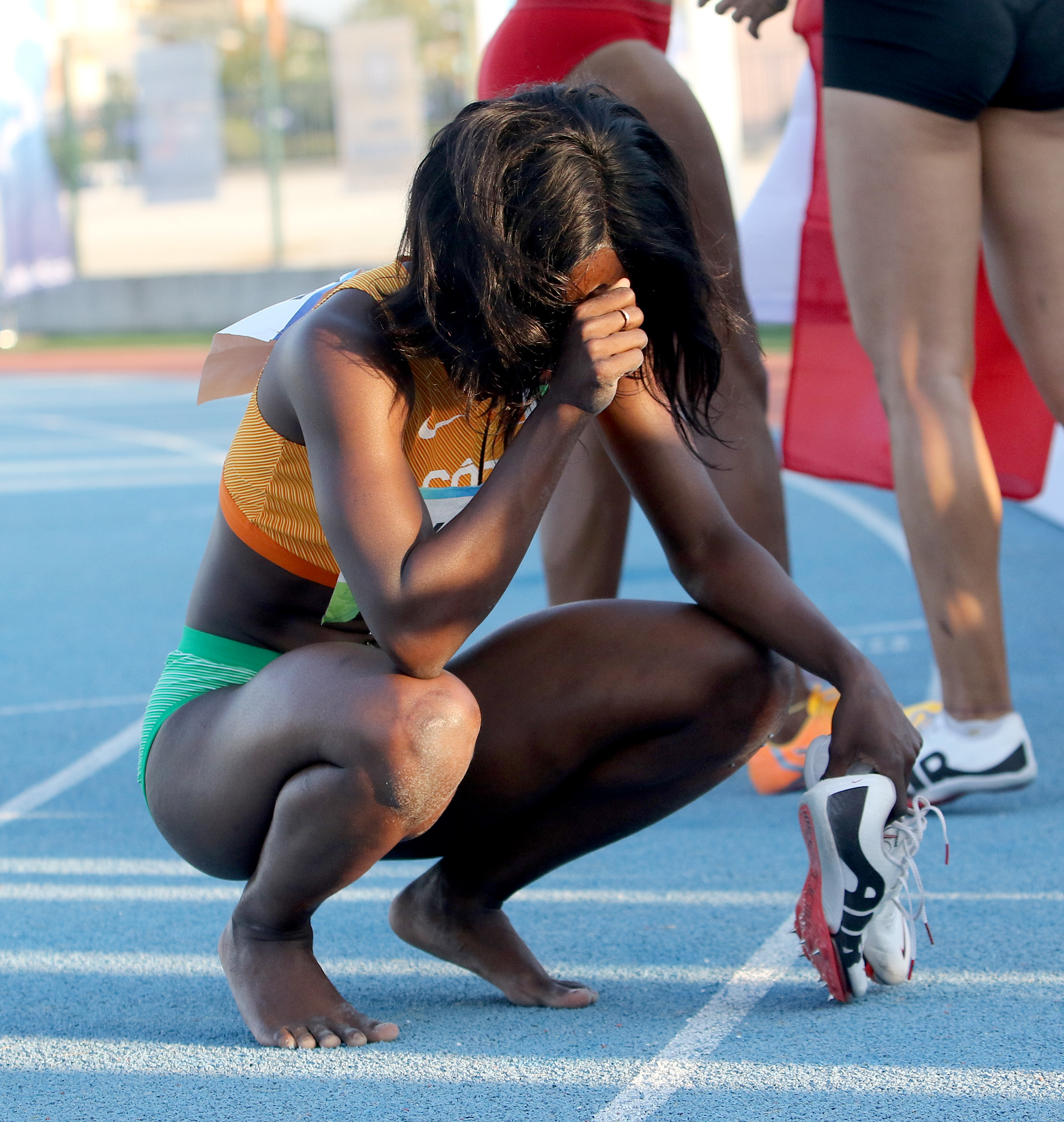
Maboundou Koné – ausgeschieden als Sechste des fünften Vorlaufs

18. Juli 2022, 18:31 Uhr Ortszeit (19. Juli 2022, 3:31 Uhr MESZ)

Wind: +0,9 m/s
| Platz | Name                    | Nation                   | Zeit (s) |
| ----- | ----------------------- | ------------------------ | -------- |
| 1     | Abby Steiner            | USA                      | 22,26    |
| 2     | Mujinga Kambundji       | Schweiz                  | 22,34    |
| 3     | Nzubechi Grace Nwokocha | Nigeria                  | 22,61    |
| 4     | Lauren Gale             | Kanada                   | 23,08    |
| 5     | Ella Connolly           | Australien               | 23,26    |
| 6     | Maboundou Koné          | Elfenbeinküste           | 23,32    |
| 7     | Beyonce Defreitas       | Britische Jungferninseln | 23,81    |

### Vorlauf 6
18. Juli 2022, 18:39 Uhr Ortszeit (19. Juli 2022, 3:39 Uhr MESZ)

Wind: +1,9 m/s
| Platz | Name                | Nation     | Zeit         |
| ----- | ------------------- | ---------- | ------------ |
| 1     | Favour Ofili        | Nigeria    | 0022,24 s    |
| 2     | Jenna Prandini      | USA        | 0022,38 s    |
| 3     | Jacinta Beecher     | Australien | 0023,22 s    |
| 4     | Olivia Fotopoulou   | Zypern     | 0023,25 s    |
| 5     | Catherine Léger     | Kanada     | 0023,35 s    |
| 6     | Georgia Hulls       | Neuseeland | 0023,46 s    |
| 7     | Hanna Barakat       | Palästina  | 0026,33 s NR |
| 8     | Anthonique Strachan | Bahamas    | 1:50,06 min  |

## Halbfinale
19. Juli 2022
Aus den drei Halbfinalläufen qualifizierten sich die jeweils ersten beiden Athletinnen – hellblau unterlegt – sowie die darüber hinaus zwei zeitschnellsten Läuferinnen – hellgrün unterlegt – für das Finale.

### Halbfinallauf 1

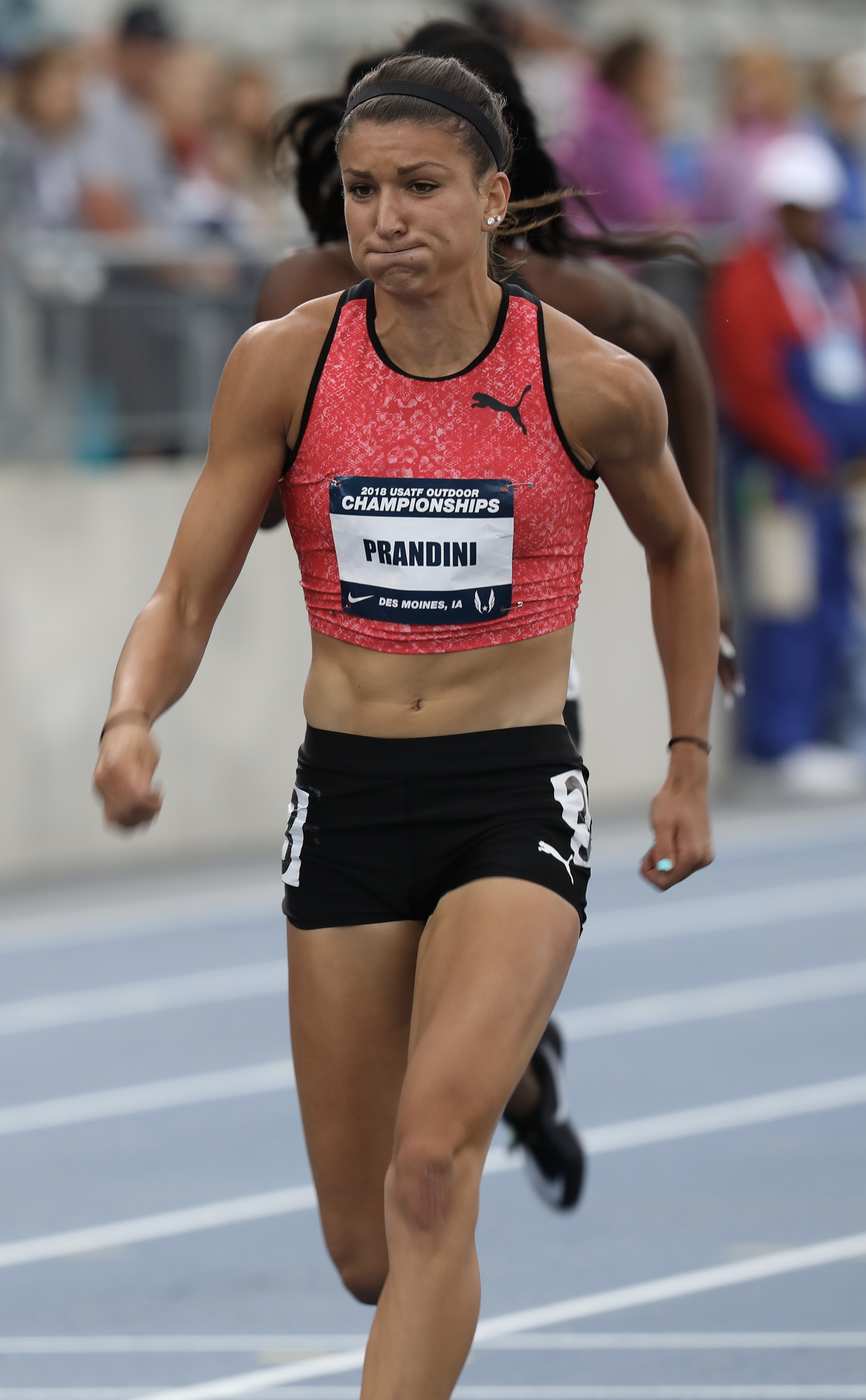
Jenna Prandini – ausgeschieden als Vierte des ersten Halbfinals
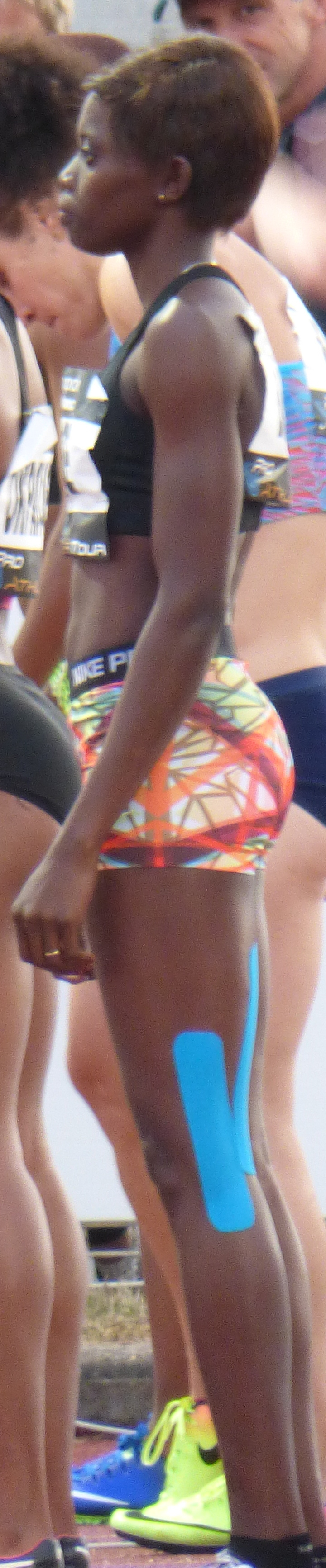
Gina Bass – ausgeschieden als Sechste des ersten Halbfinals

19. Juli 2022, 18:05 Uhr Ortszeit (20. Juli 2022, 3:05 Uhr MESZ)

Wind: +2,0 m/s
| Platz | Name              | Nation     | Zeit (s) |
| ----- | ----------------- | ---------- | -------- |
| 1     | Shericka Jackson  | Jamaika    | 21,67    |
| 2     | Aminatou Seyni    | Niger      | 22,04    |
| 3     | Mujinga Kambundji | Schweiz    | 22,05 NR |
| 4     | Jenna Prandini    | USA        | 22,08    |
| 5     | Tynia Gaither     | Bahamas    | 22,41    |
| 6     | Gina Bass         | Gambia     | 22,71    |
| 7     | Rosemary Chukwuma | Nigeria    | 22,72    |
| 8     | Jacinta Beecher   | Australien | 23,14    |

### Halbfinallauf 2

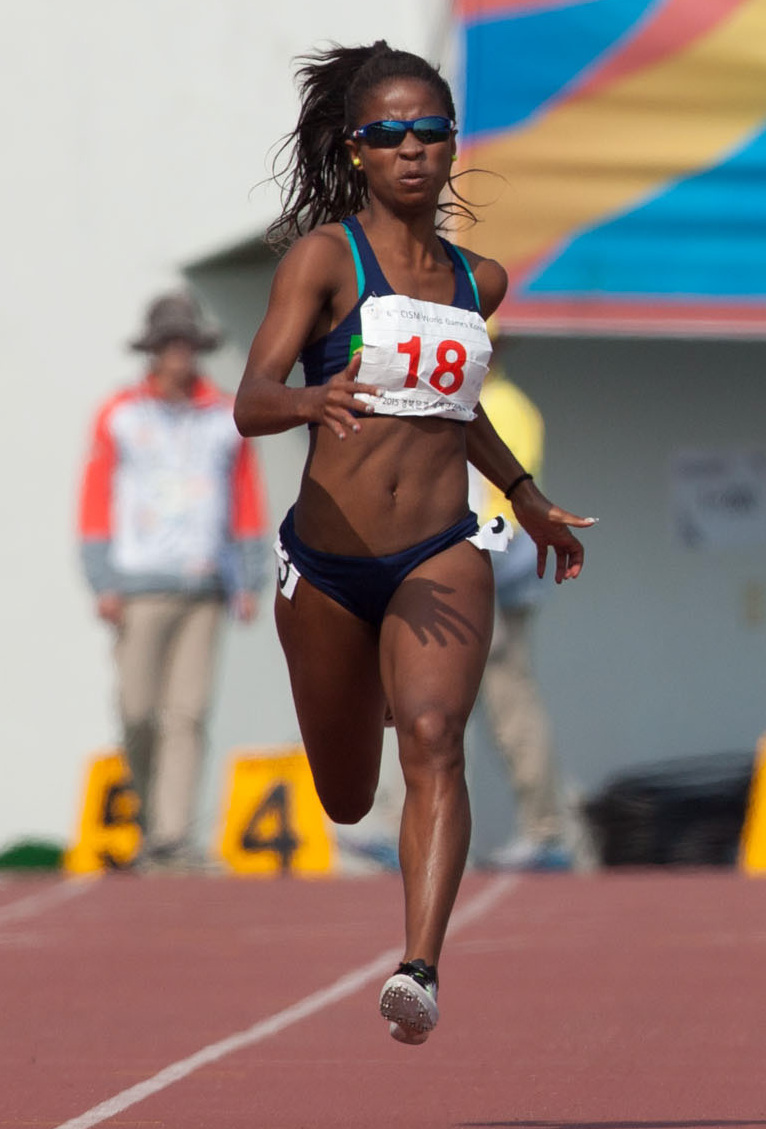
Vitória Cristina Rosa schied trotz neuen Kontinentalrekords als Vierte des zweiten Halbfinals
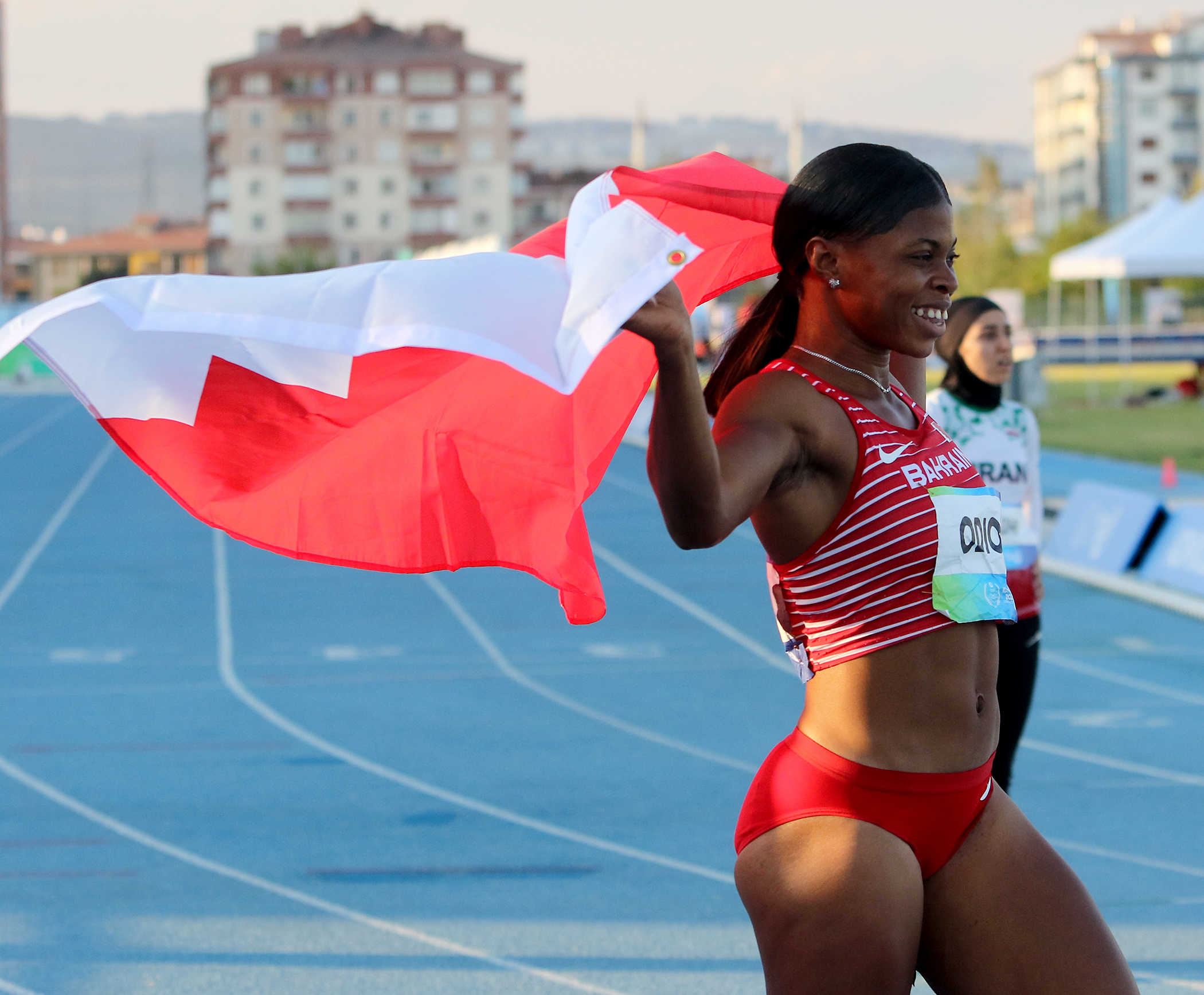
Edidiong Odiong – ausgeschieden als Siebte des zweiten Halbfinals aus

19. Juli 2022, 18:15 Uhr Ortszeit (20. Juli 2022, 3:15 Uhr MESZ)

Wind: +1,4 m/s
| Platz | Name                    | Nation         | Zeit (s) |
| ----- | ----------------------- | -------------- | -------- |
| 1     | Tamara Clark            | USA            | 21,95    |
| 2     | Dina Asher-Smith        | Großbritannien | 21,96    |
| 3     | Elaine Thompson-Herah   | Jamaika        | 21,97    |
| 4     | Vitória Cristina Rosa   | Brasilien      | 22,47 SR |
| 5     | Nzubechi Grace Nwokocha | Nigeria        | 22,49    |
| 6     | Jessika Gbai            | Elfenbeinküste | 22,84    |
| 7     | Edidiong Odiong         | Bahrain        | 23,31    |
| 8     | Beatrice Masilingi      | Namibia        | 24,78    |

### Halbfinallauf 3

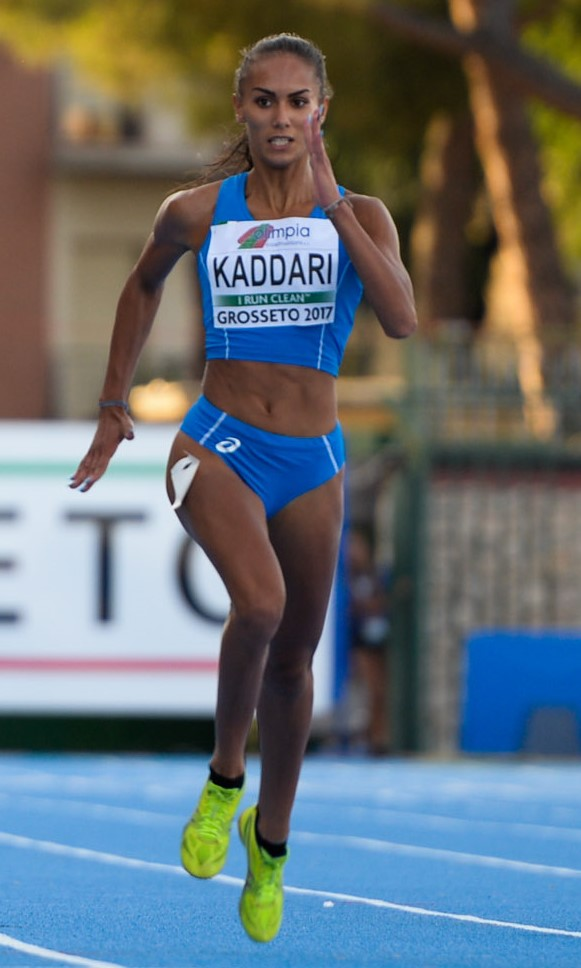
Dalia Kaddari – ausgeschieden als Sechste des dritten Halbfinals
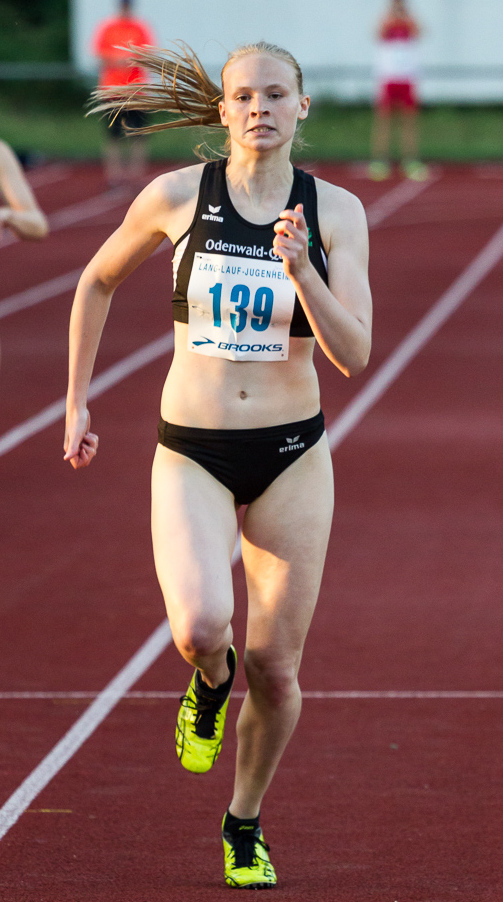
Jessica-Bianca Wessolly – ausgeschieden als Siebte des dritten Halbfinals
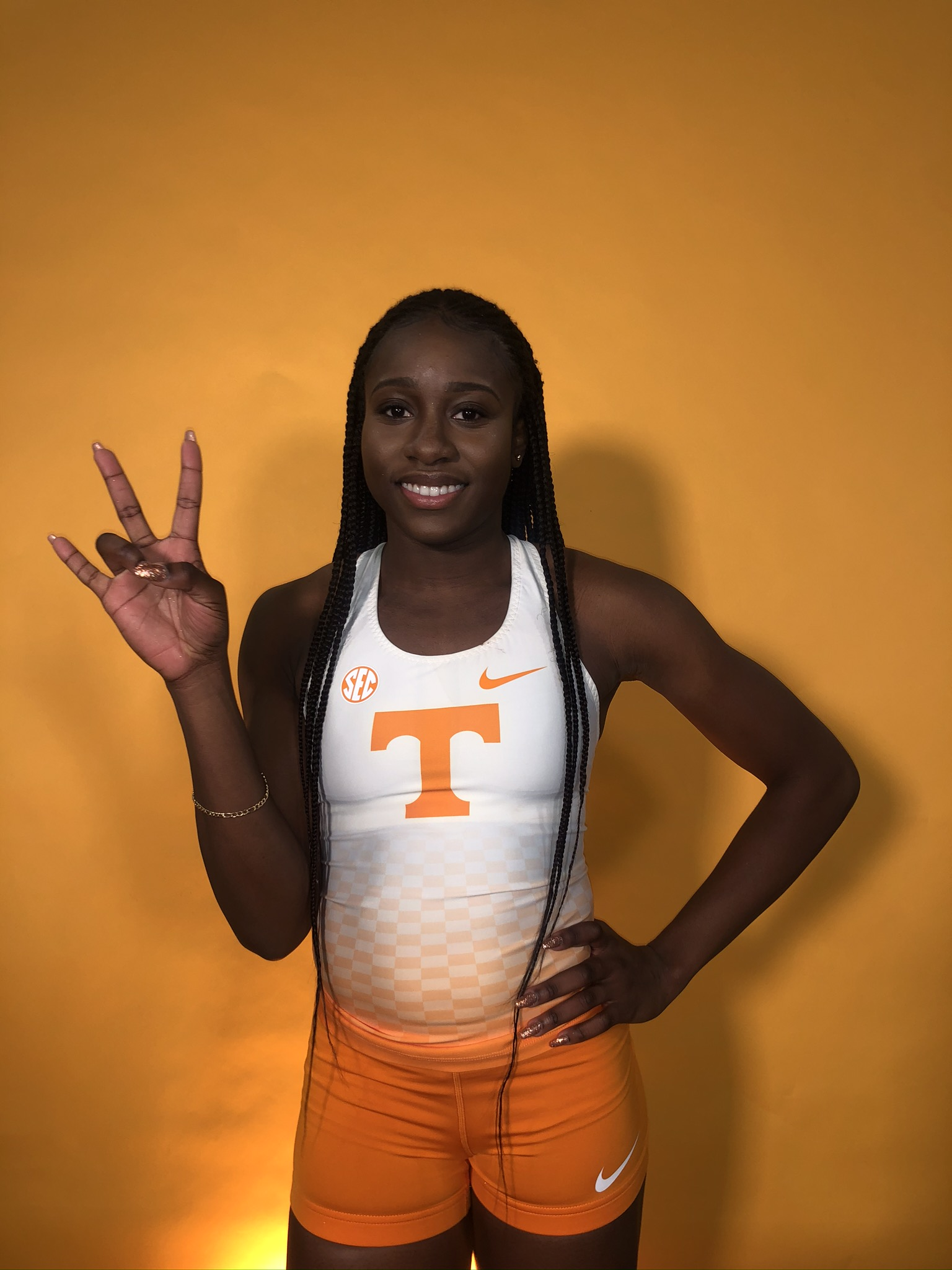
Joella Lloyd – ausgeschieden als Achte des dritten Halbfinals

19. Juli 2022, 18:25 Uhr Ortszeit (20. Juli 2022, 3:25 Uhr MESZ)

Wind: −0,1 m/s
| Platz | Name                    | Nation              | Zeit (s) |
| ----- | ----------------------- | ------------------- | -------- |
| 1     | Shelly-Ann Fraser-Pryce | Jamaika             | 21,82    |
| 2     | Abby Steiner            | USA                 | 22,15    |
| 3     | Favour Ofili            | Nigeria             | 22,30    |
| 4     | Anahí Suárez            | Ecuador             | 22,74 NR |
| 5     | Ida Karstoft            | Dänemark            | 22,84    |
| 6     | Dalia Kaddari           | Italien             | 22,86    |
| 7     | Jessica-Bianca Wessolly | Deutschland         | 23,33    |
| 8     | Joella Lloyd            | Antigua und Barbuda | 23,38    |

## Finale

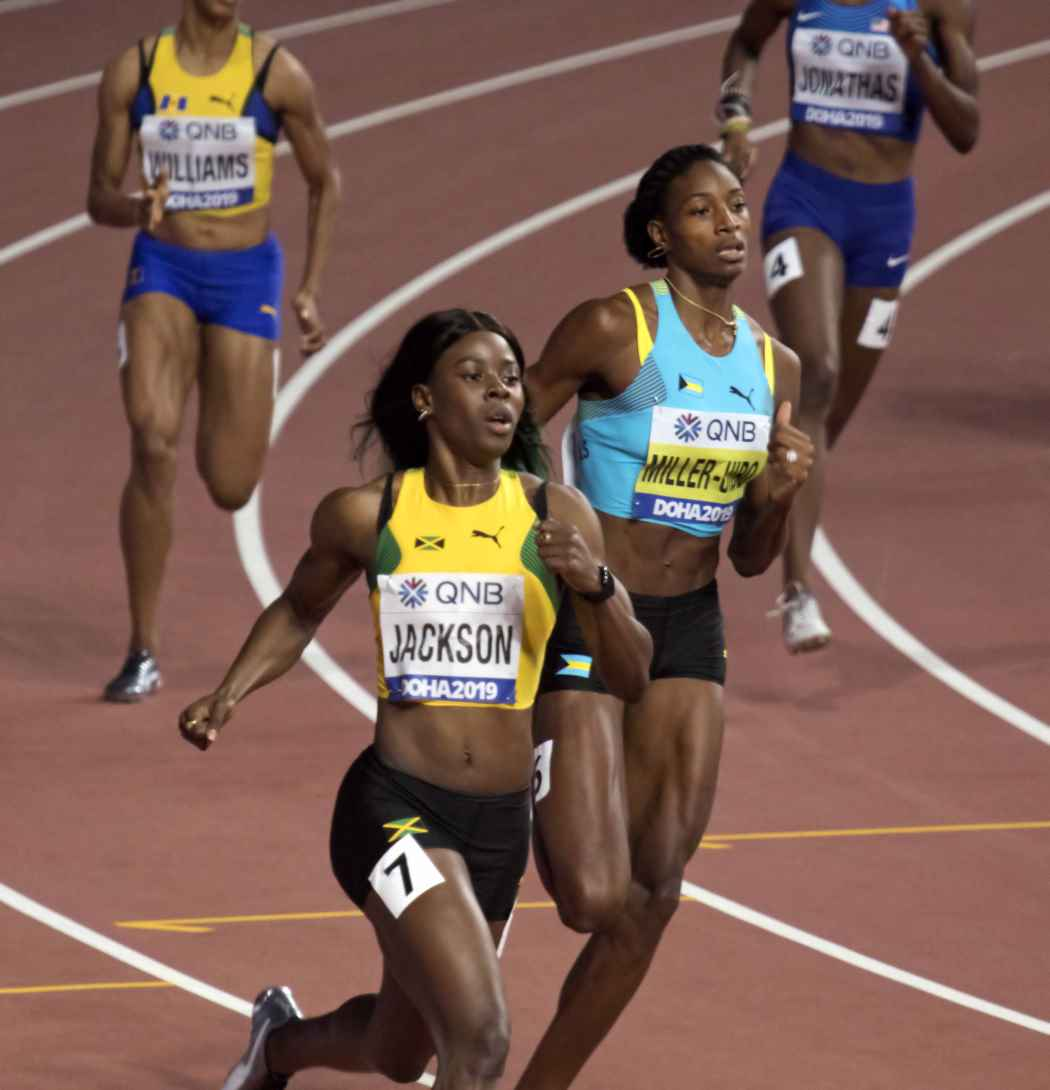
Shericka Jackson (hier als Führende im WM-Halbfinale 2019) wurde Weltmeisterin mit neuem Meisterschaftsrekord

21. Juli 2022, 18:35 Uhr Ortszeit (22. Juli 2022, 4:35 Uhr MESZ)

Wind: −0,1 m/s
| Platz | Name                    | Nation         | Zeit (s) |
| ----- | ----------------------- | -------------- | -------- |
| 1     | Shericka Jackson        | Jamaika        | 21,45 CR |
| 2     | Shelly-Ann Fraser-Pryce | Jamaika        | 21,81    |
| 3     | Dina Asher-Smith        | Großbritannien | 22,02    |
| 4     | Aminatou Seyni          | Niger          | 22,12    |
| 5     | Abby Steiner            | USA            | 22,26    |
| 6     | Tamara Clark            | USA            | 22,32    |
| 7     | Elaine Thompson-Herah   | Jamaika        | 22,39    |
| 8     | Mujinga Kambundji       | Schweiz        | 22,55    |

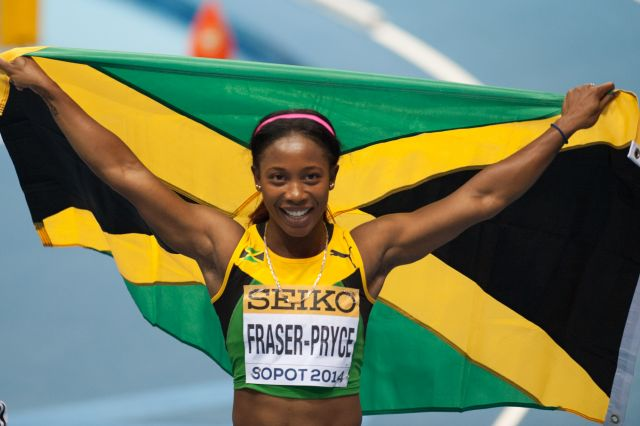
Vizeweltmeisterin Shelly-Ann Fraser-Pryce gewann ihre bereits dreizehnte WM-Medaille (zehn mal Gold / drei mal Silber)
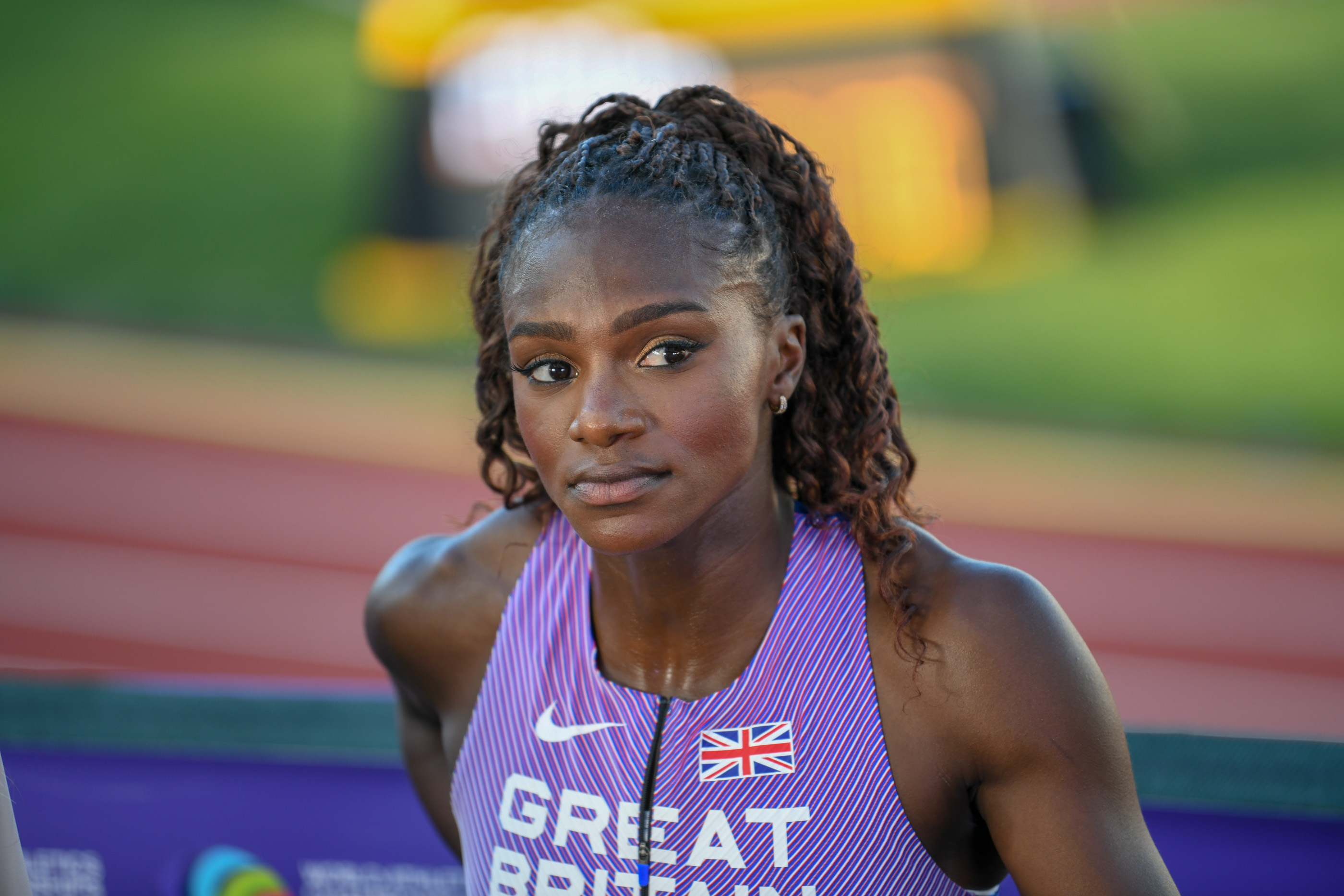
Dina Asher-Smith – nach Rang vier über 100 Meter nun Bronze über 200 Meter

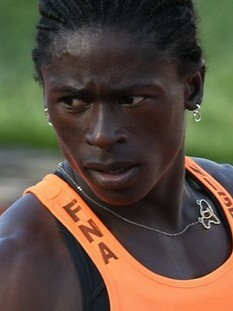
Aminatou Seyni erreichte nach Landesrekord im Vorlauf im Finale den vierten Platz
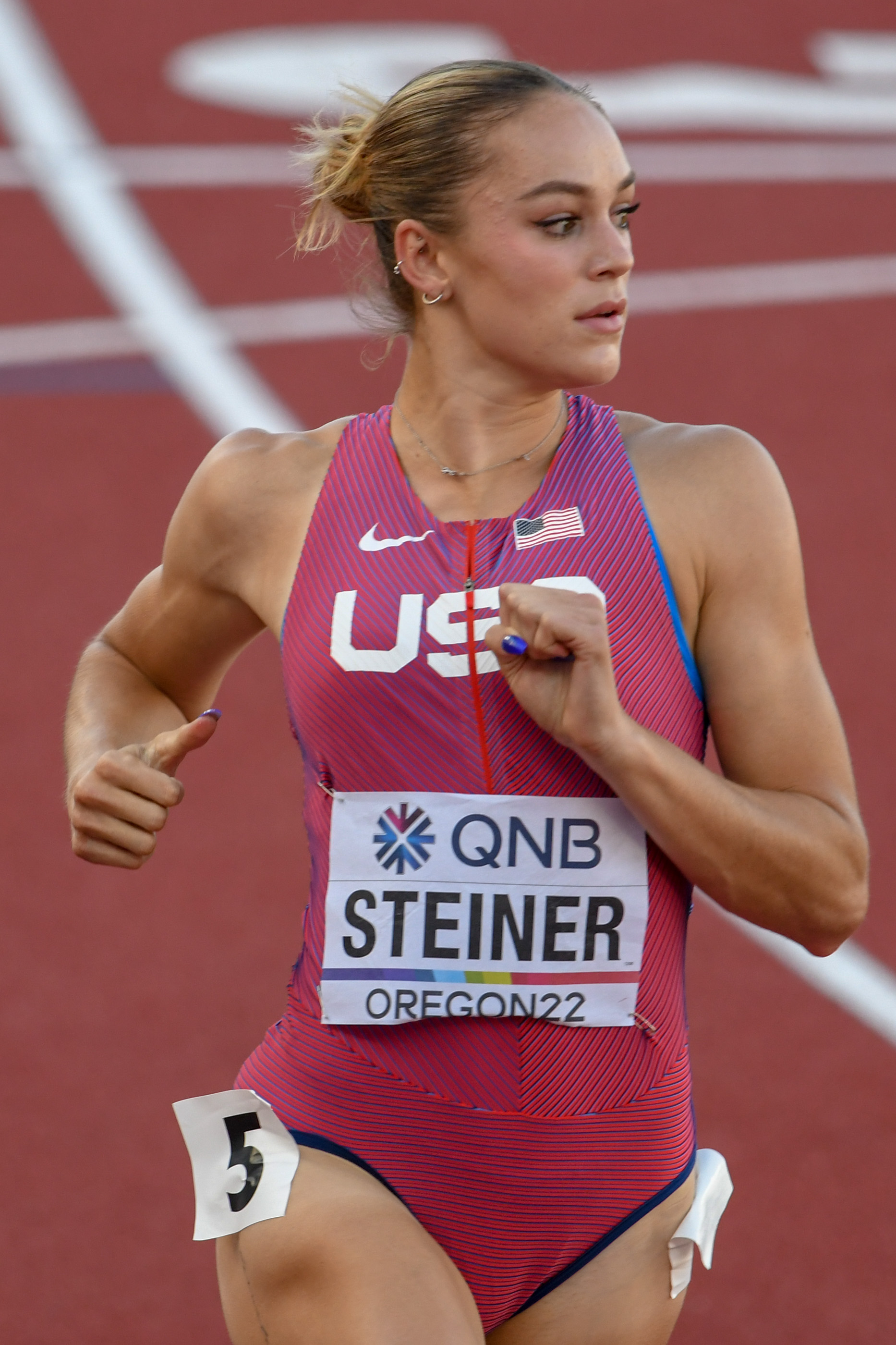
Abby Steiner belegte Rang fünf
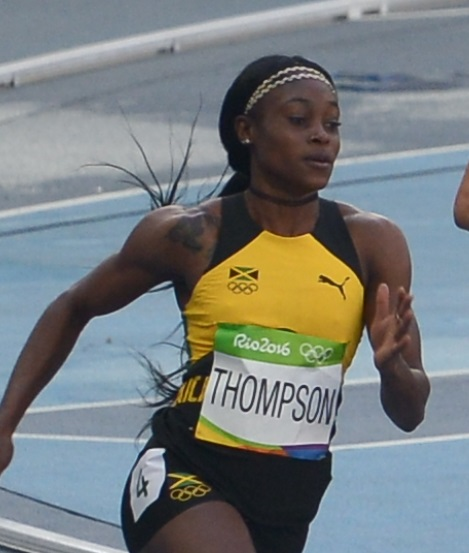
Die Doppelolympiasiegerin über 100 und 200 Meter des letzten Jahres Elaine Thompson-Herah musste sich nach Bronze über 100 Meter hier mit Rang sieben begnügen
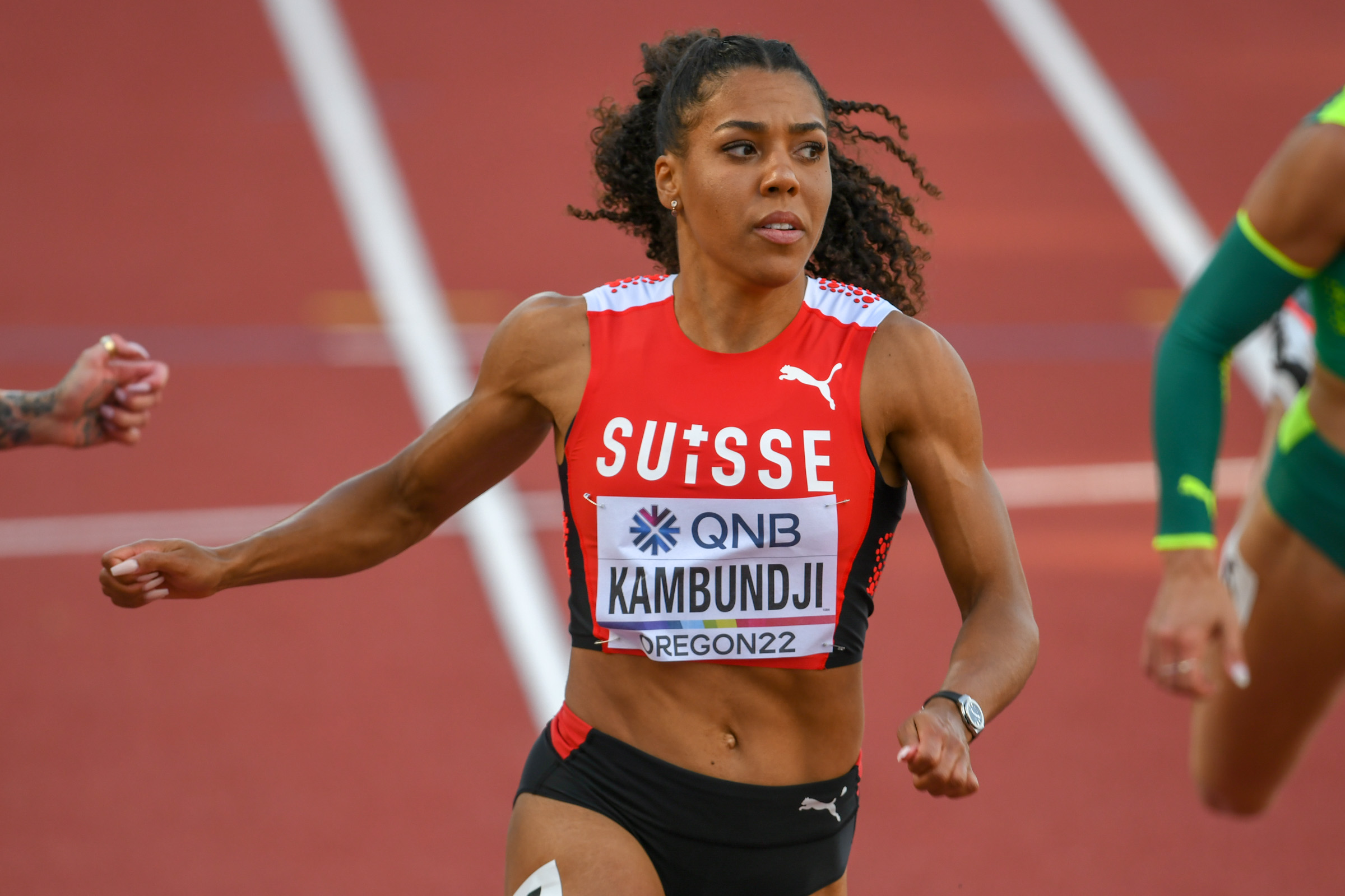
Rang acht für Mujinga Kambundji

## Video
- Shericka Jackson wins GOLD - 200m, youtube.com, abgerufen am 17. August 2022